# تونل زمان (فیلم)
تونل زمان(به انگلیسی: The Time Tunnel) یک سریال تلویزیونی آمریکایی است که در سال‌های ۱۹۶۶ تا ۱۹۷۶ ساخته شده است و داستان آن درباره سفر در زمان است.